# Gomphotaria
Gomphotaria pugnax був видом дуже великих молюскоїдних моржів, знайдених уздовж узбережжя нинішньої Каліфорнії в пізньому міоцені. У нього було чотири бивні, по одній парі в нижній і верхній щелепах, і відповідно до зносу бивнів, G. pugnax розкривав молюсків, а не просто висмоктував їх із панцирів, як це роблять сучасні моржі. Gomphotaria є яскравим прикладом надзвичайної різноманітності, яку колись демонстрували моржі.